# Liste der Kardinalskreierungen Benedikts XIV.

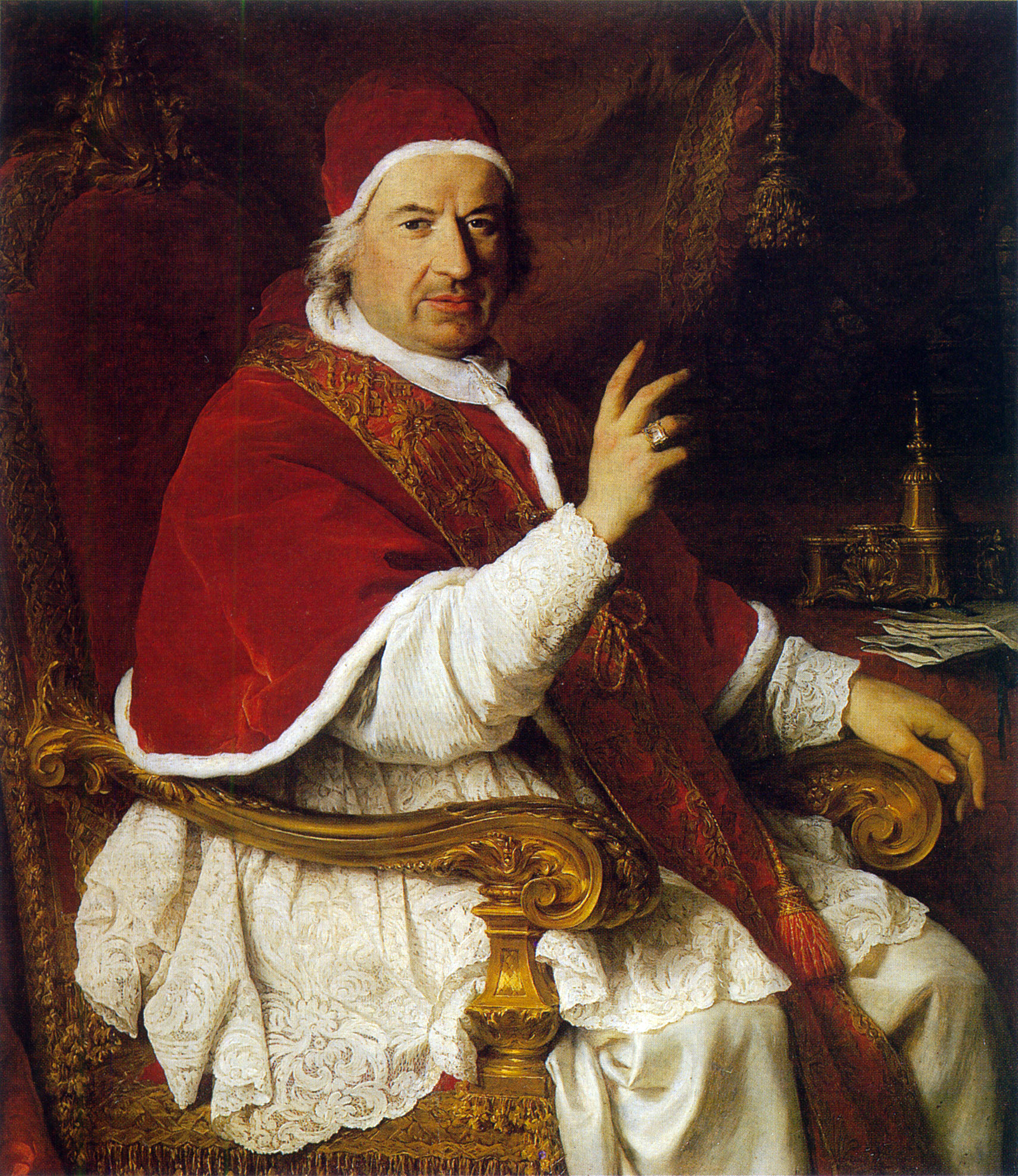
Benedikt XIV.

Papst Benedikt XIV. kreierte im Verlauf seines Pontifikates vierundsechzig Kardinäle in sieben Konsistorien.

## 9. September 1743
- Joaquín Fernández Portocarrero
- Camillo Paolucci
- Raffaele Cosimo De Girolami
- Carlo Alberto Guidobono Cavalchini
- Giovanni Battista Barni
- Giacomo Oddi
- Federico Marcello Lante Montefeltro della Rovere
- Marcello Crescenzi
- Giorgio Doria
- Francesco Landi Pietra
- Giuseppe Pozzobonelli
- Francesco Ricci
- Antonio Maria Ruffo
- Mario Bolognetti
- Girolamo Colonna di Sciarra
- Prospero Colonna di Sciarra
- Carlo Leopoldo Calcagnini
- Alessandro Tanara
- Filippo Maria De Monti
- Girolamo de Bardi
- Luigi Maria Lucini OP
- Fortunato Tamburini OSB
- Gioacchino Besozzi O.Cist.
- Domenico Orsini d’Aragona
- in pectore Johann Theodor von Bayern

## 10. April 1747
- Álvaro Eugenio de Mendoza Caamaño Sotomayor
- Daniele Delfino
- Raniero Felice Simonetti
- Frédéric-Jérôme de la Rochefoucauld de Roye
- Armand de Rohan-Soubise-Ventadour
- Ferdinand Julius von Troyer
- Giovanni Battista Mesmer
- José Manuel da Câmara d’Atalaia
- Gian Francesco Albani
- Mario Millini
- Carlo Vittorio Amedeo delle Lanze

## 3. Juli 1747
- Henry Benedict Mary Clement Stuart of York

## 26. November 1753
- Giuseppe Maria Feroni
- Fabrizio Serbelloni
- Giovanni Francesco Stoppani
- Luca Melchiore Tempi
- Carlo Francesco Durini
- Enrico Enriquez
- Cosimo Imperiali
- Vincenzo Malvezzi Bonfioli
- Luigi Mattei
- Giovanni Giacomo Millo
- Clemente Argenvilliers
- Antonio Andrea Galli
- Flavio Chigi der Jüngere
- Giovanni Francesco Banchieri
- Giuseppe Livizzani Mulazzini
- Luigi Maria Torregiani

## 22. April 1754
- Antonio Sersale

## 18. Dezember 1754
- Luis Antonio Fernández de Córdoba Portocarrero

## 5. April 1756
- Nicolas de Saulx-Tavannes
- Alberico Archinto
- Giovanni Battista Rotario da Pralormo
- Francisco de Solís Folch de Cardona
- Johann Joseph von Trautson
- Paul d’Albert de Luynes
- Etienne-René Potier de Gesvres
- Franz Konrad Casimir von Rodt
- Francisco de Saldanha da Gama